# Attaché
Attaché är en diplomatisk tjänsteman av lägsta graden vid en beskickning. Attachéer med särskilda arbetsuppgifter, eller utsända av ett annat departement än ett utrikesministerium, kan ges ett förled; vanligt förekommande befattningar är till exempel försvars-, press- och kulturattaché.

## Försvarsattaché

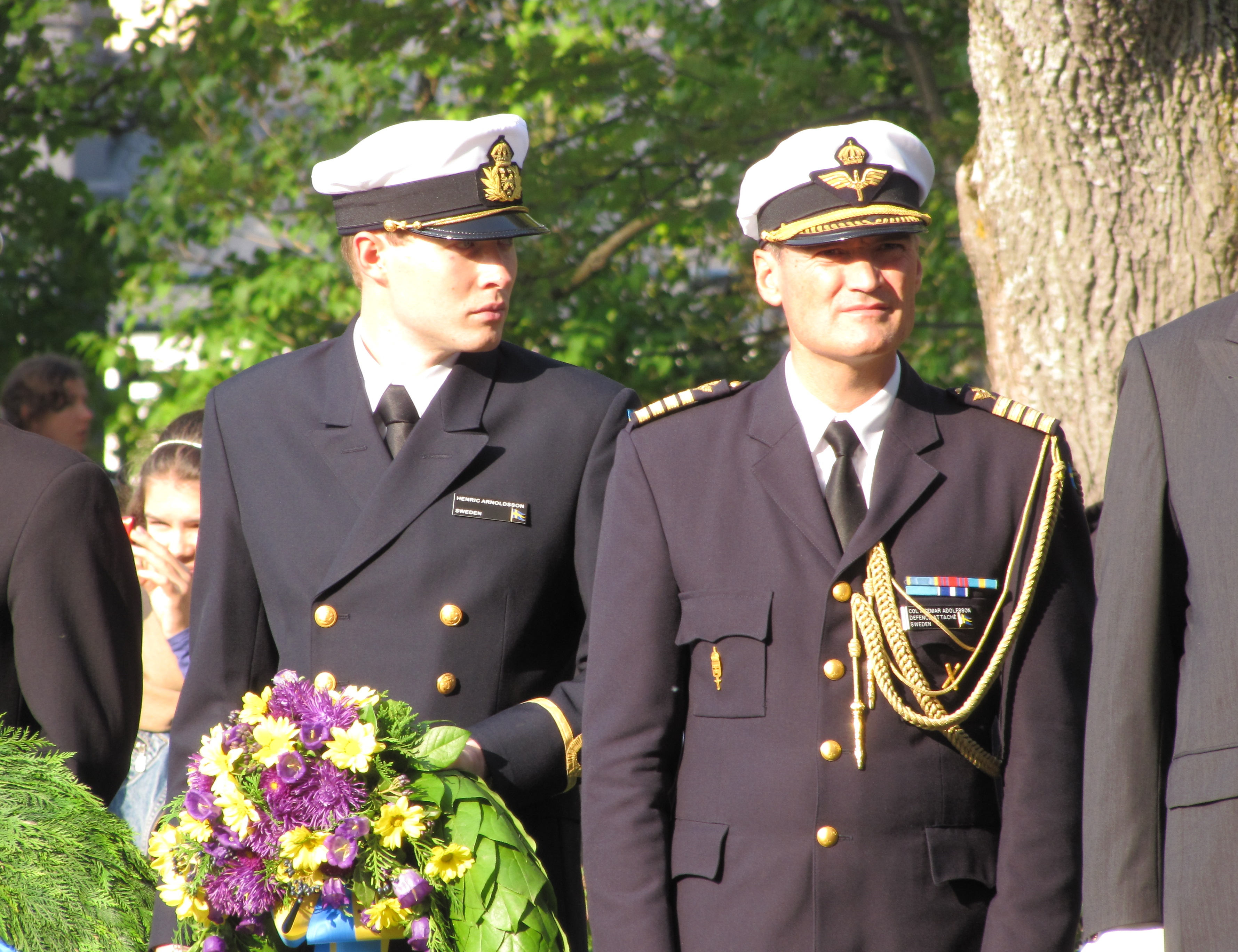
Sveriges försvarsattaché i Finland överste Ingemar Adolfsson med biträde.

Med försvarsattaché menas en yrkesofficer placerad vid en diplomatisk beskickning hos den sändande staten med uppgift att följa värdstatens militära förhållanden och rapportera hem sina observationer. Det kan även ingå i uppgifterna att stödja den egna försvarsindustrin samt stödja de bilaterala förhållandena de olika ländernas försvarsmakter emellan. 
En försvarsattaché kan komma ur samtliga försvarsgrenar. Vid större beskickningar har olika försvarsgrenar ibland separata attachér vars chef är försvarsattachén. I dessa fall används termerna militär- eller arméattaché för den som representerar en armé, marinattaché för den som representerar en marin samt flygattaché för den som representerar ett flygvapen. 
En attaché i uniform bär vanligen en ägiljett på vänster axel.

### I olika länder

#### Sverige
Sveriges försvarsattachéer tillhör Försvarsmakten och hanteras genom MUST. Utländska försvarsattachéer i Sverige ackrediteras av Försvarsdepartementets protokollenhet.

#### USA
USA:s försvarsattachéer sorterar under Defense Intelligence Agency (DIA) och fungerar sedan införandet på 1960-talet som högsta representant i värdlandet för USA:s försvarsdepartement.